# Gneu Acerroni Pròcul
Gneu Acerroni Pròcul (llatí: Gnaeus Acerronius Proculus) va ser un magistrat romà que va viure al segle i. Segurament era el pare d'Acerrònia, una dama romana amiga d'Agripina la Menor i assassinada per Neró.
Va ser nomenat cònsol l'any 37, i exercia el càrrec quan va morir l'emperador Tiberi. Era probablement descendent de Cnaeus Acerronius, un vir optimus mencionat per l'orador Ciceró al segle anterior, actiu l'any 71 aC.